# Etmopterus lucifer
El tiburón linterna de vientre negro (Etmopterus lucifer) es una especie de pez de la familia Dalatiidae en el orden de los Squaliformes.
Es un pez bioluminiscente.

## Morfología
Los machos pueden alcanzar 47 cm de longitud total.

## Reproducción
Es ovovivíparo, y nace con una longitud de 15 cm.

## Alimentación
Come principalmente calamares, pequeños peces osteíctios y gambas.

## Hábitat
Es un pez de mar y de aguas profundas que vive entre 150-1.250 m de profundidad.

## Distribución geográfica
Se encuentra en el  Atlántico sudoccidental (Uruguay, Brasil  y Argentina), en el Índico occidental (desde Tanzania hasta Sudáfrica, en el Pacífico occidental (desde Japón  hasta Nueva Zelanda  y el Pacífico suroriental.